# Celso Míguez
Celso Míguez Pereira (Pontevedra, España; 1 de mayo de 1983) es un expiloto de automovilismo español.

## Trayectoria

### Karting
La afición le llegó de familia y empezó junto a su hermano en los karts en 1990, cuando se proclamó vencedor del Campeonato Gallego en la categoría infantil. En la categoría Cadete sería subcampeón de Galicia y de España el año siguiente, primero en 1992 y tercero en 1993. En el 94 ganó la Copa de Portugal en la categoría Junior y el año siguiente sería cuarto en el campeonato del mundo. En el 96 ganó en el campeonato de Portugal en Leiría y sexto en el Italiano. Subiendo a la categoría Inter-A, fue tercero en el campeonato de España los dos años siguientes y ganó el campeonato catalán en 1999. Siendo becado por el Racing for Spain fue primero en la carrera del campeonato de Europa disputada en Francia. En 2000 ganó en la categoría Formula una carrera del campeonato de Europa en Genk y la carrera de Huelva del campeonato de España. 

### Fórmulas
Empezó en los fórmulas en 2001 disputando la Fórmula Campus francesa gracias a haberse proclamado vencedor del programa «Piloto Elf Campus» patrocinado por Elf España y Renault. La temporada siguiente salta a la Fórmula Nissan 2000 con el Epsilon by Graff, con quien queda sexto final tras conseguir tres podios. Esa temporada también debutó en la Fórmula 3 Española disputando las carreras finales con GTA Motor Competición. Las dos temporadas siguientes las pasaría en la heredera de la Fórmula 2000, la World Series Light, quedando quinto en 2003 y subcampeón en 2004 con Meycom Sport.
El subcampeonato le valió para ascender a la Fórmula Renault 3.5, donde permanecería tres años sin grandes resultados. En 2007 aparecería en la Euroseries 3000, campeonato al que volvería en 2010 ya bajo la nomenclatura de la Auto GP. En 2008 decide volver a la Fórmula 3 con Meycom, tras una temporada muy irregular en la que sólo pudo conseguir dos podios a pesar de su experiencia, en 2009 cambió a Drivex para plocamarse subcampeón de la European F3 Open con tres pole positions y cinco victorias. A pesar de que fue el piloto que más puntuació logró, la norma de descontar los dos peores resultados de cada piloto, le dio el título a Bruno Méndez por tan sólo 2 puntos de diferencia. Dado que fue el primer año que la F3 pasó de ámbito nacional a europeo, se trata del mayor éxito internacional obtenido por el automovilismo gallego en circuitos en toda su historia.
En el 2010 disputa la categoría Auto GP y la Superleague Fórmula, en la Auto GP disputa 8 carreras, y como mejor resultado consigue un 2º puesto, en la SF corre con 2 clubes franceses siendo piloto sustituto de los principales, en las 4 carreras sufre problemas mecánicos y abandona.

### GT
En 2011 es llamado correr el campeonato de España de GT en la clase Super GT, donde se proclama subcampeón con la escudería portuguesa Aurora Energy Drink y con su compañero Hugo Gondinho. En 2012 vuelve a ser llamado en el campeonato, pero sólo para participar en la cita de Motorland logrando hacer podio. Al finalizar la temporada, decide aparcar el mundo de la competición profesional y desde entonces trabaja en la empresa de pinturas de su abuelo.

## Resumen de carrera
| Temporada | Categoría                   | Equipo                                   | Carreras | Victorias | Poles | VR | Podios | Puntos   | Pos.     |
| --------- | --------------------------- | ---------------------------------------- | -------- | --------- | ----- | -- | ------ | -------- | -------- |
| 2001      | Fórmula Renault ELF Campus  | Elf Oil España                           | 16       | 0         | 1     | 0  | 0      | 60       | 13.º     |
| 2002      | Fórmula Nissan 2000         | Epsilon by Graff                         | 14       | 0         | 1     | 0  | 3      | 84       | 6.º      |
| 2002      | Campeonato de España de F3  | GTA Motor Competición                    | 6        | 0         | 0     | 0  | 0      | 43       | 13.º     |
| 2003      | World Series Light          | Meycom Sport                             | 16       | 0         | 1     | 0  | 4      | 112      | 5.º      |
| 2004      | World Series Light          | Meycom Sport                             | 14       | 3         | 3     | 3  | 9      | 145      | 2.º      |
| 2004      | Campeonato de España de F3  | Meycom Sport                             | 2        | 0         | 1     | 0  | 1      | Invitado | Invitado |
| 2005      | Fórmula Renault 3.5 Series  | Pons Racing                              | 17       | 0         | 0     | 0  | 0      | 15       | 19.º     |
| 2006      | Fórmula Renault 3.5 Series  | Pons Racing/Comtec Racing                | 17       | 0         | 0     | 0  | 0      | 11       | 24.º     |
| 2007      | Fórmula Renault 3.5 Series  | EuroInternational                        | 5        | 0         | 0     | 0  | 0      | 10       | 23.º     |
| 2007      | Euroseries 3000             | G-Tec                                    | 2        | 0         | 0     | 0  | 1      | 6        | 18.º     |
| 2008      | Campeonato de España de F3  | Meycom Sport                             | 15       | 0         | 0     | 0  | 2      | 35       | 14.º     |
| 2009      | European F3 Open            | Drivex                                   | 16       | 5         | 3     | 2  | 11     | 143      | 2.º      |
| 2010      | Auto GP                     | RP Motorsport                            | 8        | 0         | 0     | 0  | 1      | 6        | 14.º     |
| 2010      | Superleague Fórmula         | Olympique Lyonnais/Girondins de Bordeaux | 4        | 0         | 0     | 2  | 0      | -        | -        |
| 2011      | Campeonato de España IberGT | Team Aurora Energy Drink                 | 8        | 2         | 1     | 3  | 7      | 179      | 2.º      |
| 2011      | International GT Open       | Team Aurora Energy Drink                 | 2        | 0         | 0     | 0  | 0      | ?        | ?        |
| 2012      | Campeonato de España IberGT | Ray Racing Team                          | 1        | 0         | 0     | 1  | 1      | 13       | 22.º     |
| Fuente:   |                             |                                          |          |           |       |    |        |          |          |